# Jamie Gregg
Jamie Gregg (* 18. März 1985 in Edmonton, Alberta) ist ein kanadischer Eisschnellläufer, der auf die Sprintstrecken spezialisiert ist. Er begann im Alter von fünf Jahren mit dem Eisschnelllauf. Sein Vater Randy ist ehemaliger Eishockeyspieler der Edmonton Oilers, seine Mutter Kathy war Eisschnellläuferin.
Gregg startete erstmals im November 2007 im Weltcup und ist Spezialist für die Sprintstrecken über 500 und 1000 m. Bei den Olympischen Spielen 2010 wurde er vor heimischem Publikum im Richmond Olympic Oval Achter über die 500 m.
Beim Weltcup-Finale 2011/12 in Berlin gelang ihm sein erster Weltcup-Sieg über die 500-Meter-Strecke.
Gregg studiert Biologie an der University of Calgary.